# محسن مسلمان
محسن مسلمان ((بالفارسية: محسن مسلمان)؛ مواليد 27 يناير 1991 في طهران) هو لاعب كرة قدم إيراني يجيد اللعب كمهاجم لبرسبوليس في دوري المحترفين الإيراني.

## روابط خارجية
- محسن مسلمان على موقع الاتحاد الدولي (مؤرشف)  (الإنجليزية)
- محسن مسلمان على موقع إي إس بي إن إف سي (الإنجليزية)
- محسن مسلمان على موقع قاعدة بيانات كرة القدم.إي يو (الإنجليزية)
- محسن مسلمان على موقع Soccerway.com (الإنجليزية)
- محسن مسلمان على IranLeague.ir
- محسن مسلمان على FIFA